# Farma krokodyli

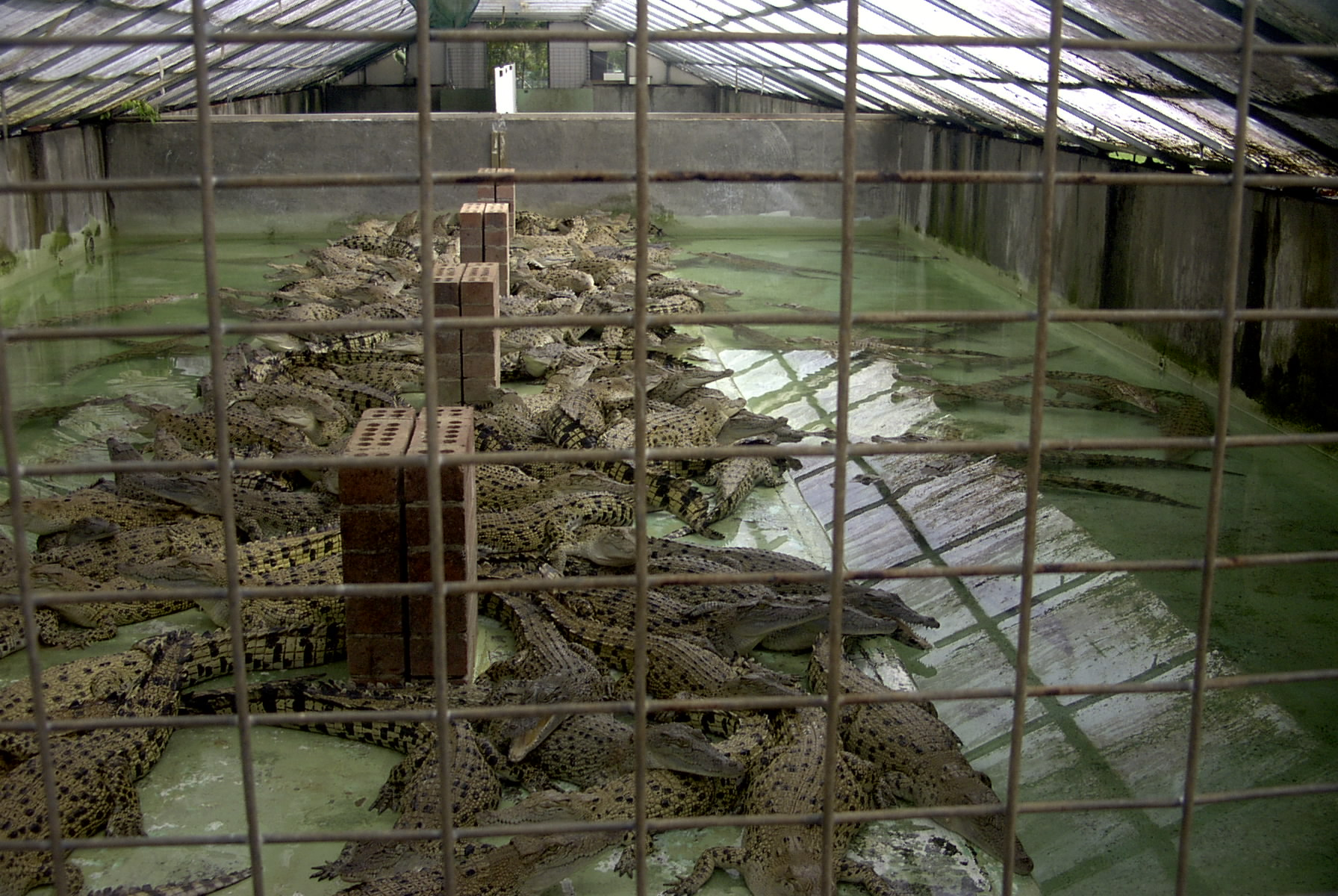
Farma krokodyli różańcowych w Australii

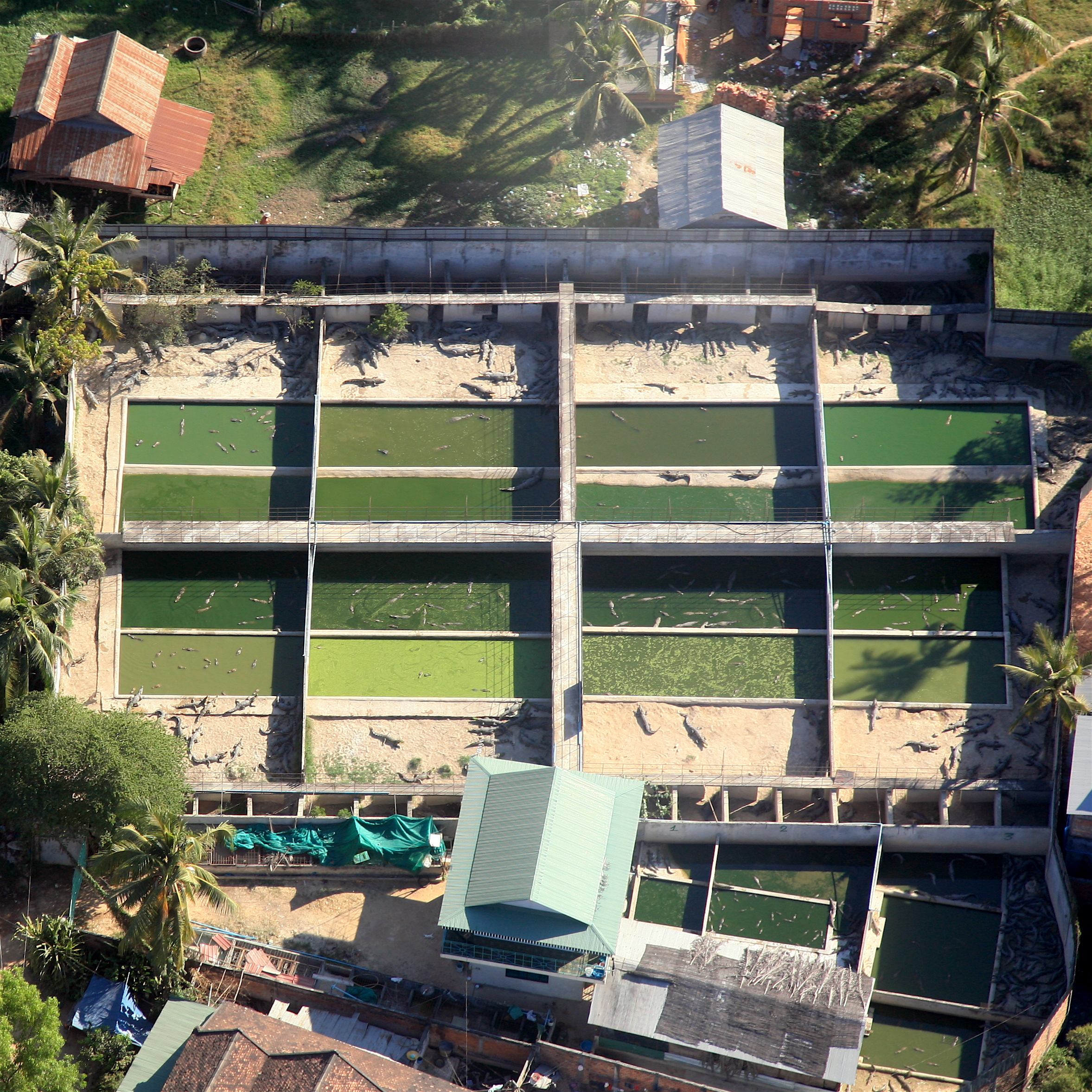
Farma krokodyli w Kambodży

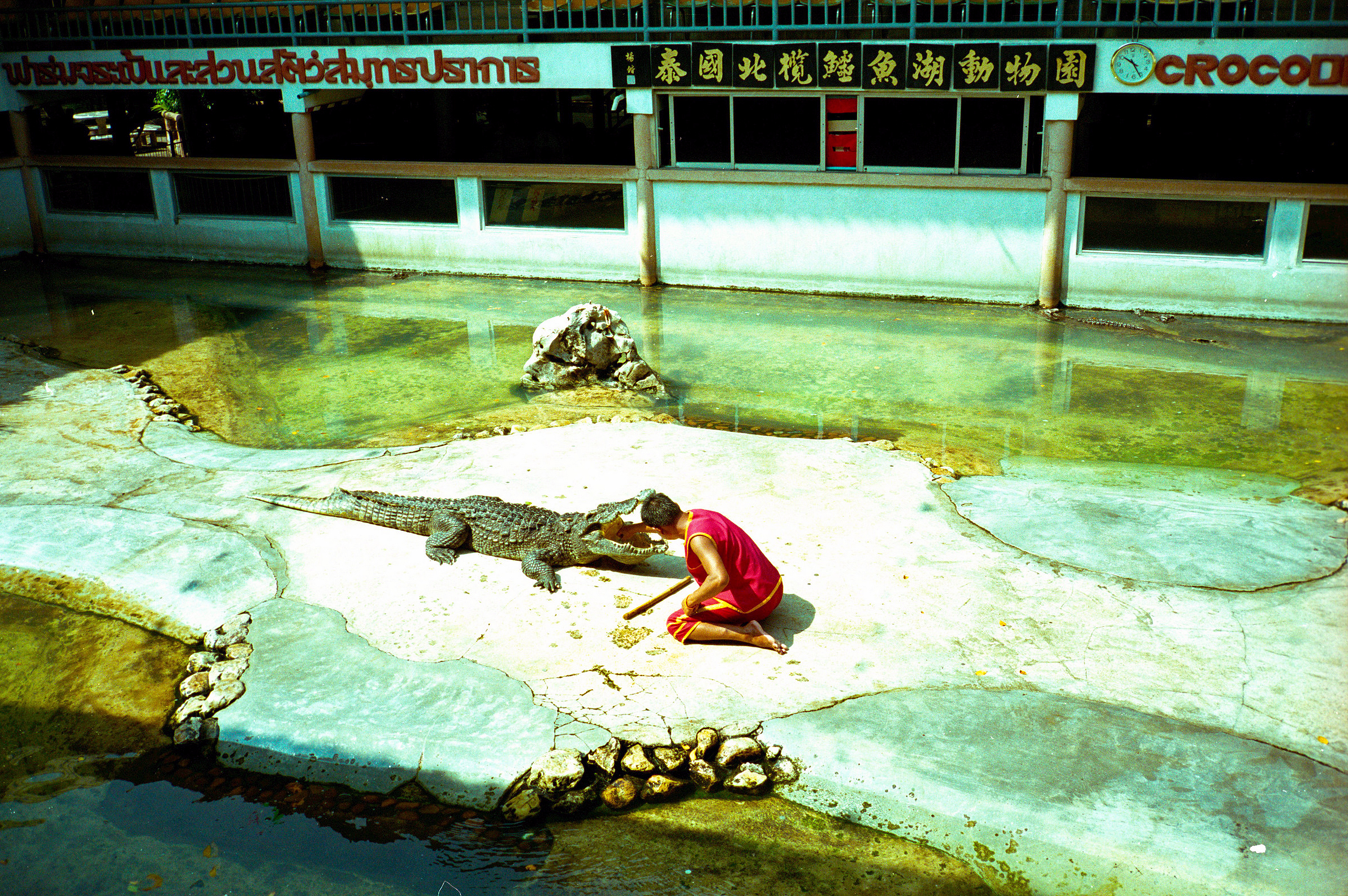
Samutprakarn Crocodile Farm and Zoo w Tajlandii

Farma krokodyli, farma aligatorów – placówka zajmująca się rozmnażaniem i hodowlą krokodyli w celu pozyskania z nich mięsa, skóry bądź innych dóbr. Hoduje się wiele gatunków krokodylowatych oraz aligatorowatych. W samej Luizjanie przemysł farm aligatorów wart jest między 60 a 70 milionów dolarów.

## Historia
Choć nigdy ich w rzeczywistości nie udomowiono, krokodyle rozmnażano na farmach przynajmniej od początku XX wieku. Większość wczesnych biznesów, jak St. Augustine Alligator Farm Zoological Park, założony w 1893, było farmami tylko z nazwy: zwierzęta służyły za atrakcję turystyczną. Dopiero w latach 60. rozpoczęły się działania komercyjne obejmujące podkradanie jaj z natury lub rozmnażanie aligatorów na miejscu.
Aligator amerykański został objęty ochroną prawną w 1967, jeszcze przed ogłoszonym w 1973 Endangered Species Act. Farmy stały się najzdatniejszą opcją uzyskania wyrobów ze skór.
Farmy krokodyli rozrosły się w związku z popytem na skóry, kosztujące kilkaset dolarów za egzemplarz. Ale mięso krokodyli, długi czas część kuchni południa USA (zwłaszcza kuchni cajun) oraz pewnych kuchni azjatyckich i afrykańskich, zaczęło być sprzedawane i wysyłane na rynki niezaznajomione przedtem z krokodylim mięsem. Kuchnia chińska, bazując na chińskiej medycynie tradycyjnej, traktuje mięso jako leczące przeziębienie i chroniące przez nowotworem, jednak nie ma na to żadnych dowodów naukowych.

## Efekty
Popularny a mylny pogląd zakłada, że krokodyle stanowią łatwe źródło dochodu i nie jest trudno trzymać je w niewoli. Jednak nieliczne takie biznesy odnoszą w rozwijającym się świecie sukces. By zrównoważyć koszty i zapewnić sobie trwałe źródło dochodu, ośrodki chowu krokodyli zajmują się też turystyką, w ten sposób farmy mogą wspomagać gatunek żyjący na wolności i zapewniać ludziom pracę.
Farmy mają minimalne szkodliwe skutki dla środowiska, odgrywają zaś przynajmniej dwie pozytywne role w ochronie aligatorowatych. Ponieważ przemysł dóbr luksusowych zyskuje wiarygodne źródło towaru, kłusownictwo ulega redukcji. Młode krokodyle mogą być też wypuszczane na wolność, by wspierać dzikie populacje.
Zwierzęta inne niż krokodyle mogą zyskiwać w podobny sposób przez wprowadzanie zrównoważonych i etycznych farm.

## Metody
Rancza, odłów z dziczy oraz rozród w niewoli są trzema drogami pozyskiwania krokodyli wymienianymi przez Convention on International Trade in Endangered Species (CITES) i Crocodile Specialist Group (CSG).
Aligatorowate mogą rosnąć w niewoli na farmach bądź ranczach. Farmy rozmnażają aligatorowate, podczas gdy rancza inkubują jaja i hodują pisklęta jaj złożonych na wolności. Farmy również pozyskują jaja z dziczy, ale także rozmnażają dorosłe osobniki, by pozyskać z nich własne jaja, czego rancza nie czynią. Obydwa rodzaje działalności zazwyczaj zwracają pewien odsetek młodych naturze, w wielkości zapewniającej duży odsetek przeżywalności, co zwiększa ogólną przeżywalność aligatorowatych, gdyż na wolności przeżywa mała część młodych, którym udało się wylęgnąć z jaj.
Krokodyle hodować można na liczne sposoby, co zależy od zamierzonych celów. Duże obszary jezior czy mokradeł można odseparować dla trzymania wielu osobników lub też można stworzyć mniejszy obszar dla kilku osobników. Z powodu wielkości i długości życia tych zwierząt dorosłe osobniki wymagają znacznej ilości miejsca. Turyści mogą przynieść dodatkowy dochód placówkom trzymającym krokodyle, jednak trzeba zapewnić bezpieczeństwo zwierzętom i turystom, utrzymać estetykę środowiska. To często zależy od zagród, które można łatwo czyścić bez szkody dla zwierząt.
Krokodyle można hodować w niewoli w cyklu otwartym lub zamkniętym. Cykl otwarty obejmuje programy uwzględniające kondycję populacji żyjącej na wolności, którą uzupełnia chów w niewoli. Cykl zamknięty wiąże się głównie z hodowlą. Dorosłe samice trzymane są w niewoli, zbiera się ich jaja, inkubuje w sztucznych warunkach, wylęga się młode, po czym rosną one, aż osiągną odpowiednią wielkość. Nie ma z tego żadnych korzyści dla ochrony zwierząt, a często nie przynosi to także zysków z uwagi na wysoki koszt rozpoczęcia i utrzymania przedsięwzięcia, często przekraczające zyski z produktów. Koszt związany z cyklem otwartym jest porównywalny, jednak wpływa pozytywnie na kondycję gatunku i to stanowi główny cel, nie zysk ekonomiczny. Rozród w niewoli i rancza przyczyniają się do ochrony populacji żyjących dziko i w istotny sposób przyczyniają się do sukcesu rozrodczego krokodyli.

## Problemy

### Dobro zwierząt
Z kwestią dobra zwierząt wiąże się takie grożące krokodylom choroby, jak wywołana przez Caiman poxvirus, adenowirusowe zapalenie wątroby, mykoplazmoza czy chlamydioza. Krokodyle podlegają też stresowi, przetrzymywane na ograniczonych przestrzeniach takich jak farmy, co przyczynia się do wybuchu chorób. Większość krokodyli utrzymuje temperaturę ciała pomiędzy 28 a 33 °C. Na farmach temperatura ciała osiągać może 36 °C, co wpływa na układ immunologiczny tych zwierząt, zwiększając ryzyko choroby. Problem stwarza także czystość wody w zamkniętych zbiornikach.

### Szkodniki
Wiele farm aligatorów w USA podlega działalności szkodników, dzikich świń.

### Choroby
Pomiędzy 2001 i 2003 wirus Zachodniego Nilu (WNV) zainfekował i doprowadził do śmierci aligatory amerykańskie w stanach Georgia, Floryda, Luizjana i Idaho, przyczyniając się przez to do strat ekonomicznych. Chorobę przenoszą komary. WNV znaleziono w Meksyku na farmie krokodyli w Ciudad del Carmen.
Skóra krokodyli, zwłaszcza pokrywająca spodnią stronę ciała, posiada wartość komercyjną, wobec czego choroby dotyczące skóry wymagają skrupulatnego i skutecznego leczenia.
Choroby krokodyli różnią się w zależności od gatunki. Na pewnych farmach częsta jest salmonelloza, nabywana wraz z zainfestowanym pożywieniem, może ona rozprzestrzeniać się dzięki zaniedbaniom higienicznym. Chlamydie (zwłaszcza Chlamydophila psittaci) mogą przetrwać całe lata, jeśli się ich nie leczy, na przykład tetracykliną. Krokodyle mogą też nabyć prątki z zainfestowanego mięsa
Choroby nękające krokodyle obejmują infekcję wywoływaną przez Parapoxvirus, zwaną po angielsku crocodile pox, dotykającą osobników po wylęgnięciu się i młodocianych. Brązowy osad pojawia się wokół oczu, w jamie ustnej, na ogonie. Caiman pox w podobny sposób powoduje zmiany barwy białej, dotykające również okolic oczu, jamy ustnej i ogona. Adenowirusowe zapalenie wątroby wywołuje zapalenie stanów oraz płuc do wieku trzech lat. Zainfekowane zwierzęta mają opuchnięte szczękę i żuchwę, nie mogą nimi poruszać. Chlamydioza występuje w dwóch formach, dotyka młodych w pierwszym roku życia. Pierwsza powoduje ostre zapalenie wątroby, zazwyczaj prowadzące do śmierci. Inne powodują obustronne zapalenie spojówek, zazwyczaj powodujące slepotę.

### Ucieczki
Odnotowano ucieczki krokodyli z farm podczas powodzi. W 2013 około 15000 osobników wydostało się do rzeki Limpopo podczas powodzi w okolicy Rakwena Crocodile Farm.